# Barbus musumbi
Barbus musumbi är en fiskart som beskrevs av Boulenger, 1910. Barbus musumbi ingår i släktet Barbus och familjen karpfiskar. IUCN kategoriserar arten globalt som livskraftig. Inga underarter finns listade.